# Jessica von Bredow-Werndl
Jessica von Bredow-Werndl (Rosenheim, 16 de febrero de 1986) es una jinete alemana que compite en la modalidad de doma.
Participó en dos Juegos Olímpicos de Verano, obteniendo cuatro medallas, dos de oro en Tokio 2020, en las pruebas individual y por equipos (junto con Dorothee Schneider e Isabell Werth), y dos de oro en París 2024, individual y por equipos (con Frederic Wandres e Isabell Werth).
Ganó una medalla de oro en el Campeonato Mundial de Doma de 2018 y nueve medallas en el Campeonato Europeo de Doma entre los años 2015 y 2023.

## Palmarés internacional
| Juegos Olímpicos   | Juegos Olímpicos        | Juegos Olímpicos  | Juegos Olímpicos      |
| Año                | Lugar                   | Medalla           | Categoría             |
| ------------------ | ----------------------- | ----------------- | --------------------- |
| 2020               | Tokio (Japón)           | Medalla de oro    | Individual            |
| 2020               | Tokio (Japón)           | Medalla de oro    | Por equipos           |
| 2024               | París (Francia)         | Medalla de oro    | Individual            |
| 2024               | París (Francia)         | Medalla de oro    | Por equipos           |
| Campeonato Mundial |                         |                   |                       |
| Año                | Lugar                   | Medalla           | Categoría             |
| 2018               | Tryon (Estados Unidos)  | Medalla de oro    | Por equipos           |
| Campeonato Europeo |                         |                   |                       |
| Año                | Lugar                   | Medalla           | Categoría             |
| 2015               | Aquisgrán (Alemania)    | Medalla de bronce | Por equipos           |
| 2019               | Róterdam (Países Bajos) | Medalla de oro    | Por equipos           |
| 2019               | Róterdam (Países Bajos) | Medalla de bronce | Individual (libre)    |
| 2021               | Hagen (Alemania)        | Medalla de oro    | Individual (especial) |
| 2021               | Hagen (Alemania)        | Medalla de oro    | Individual (libre)    |
| 2021               | Hagen (Alemania)        | Medalla de oro    | Por equipos           |
| 2023               | Riesenbeck (Alemania)   | Medalla de oro    | Individual (especial) |
| 2023               | Riesenbeck (Alemania)   | Medalla de oro    | Individual (libre)    |
| 2023               | Riesenbeck (Alemania)   | Medalla de plata  | Por equipos           |